# Mikołaj Giedziński
Mikołaj Gidziński (Giedziński) herbu Prawdzic – łowczy nadworny koronny w 1699 roku, cześnik lwowski w latach 1697–1699, cześnik sanocki w latach 1696–1697, konsyliarz ziemi sanockiej w konfederacji sandomierskiej 1704 roku.
Był elektorem Augusta II Mocnego z ziemi lwowskiej i przemyskiej w 1697 roku, jako deputat z ziemi lwowskiej podpisał jego pacta conventa. Poseł na sejm 1703 roku z ziemi przemyskiej. 